# بيت الجعدي (المخادر)

تعديل مصدري - تعديل

بيت الجعدي هي إحدى قرى عزلة بضعة بمديرية المخادر التابعة لمحافظة إب، بلغ تعداد سكانها 512 نسمة حسب تعداد اليمن لعام 2004.